# Réagir, inclure, recycler
Réagir, inclure, recycler (en portugais : Reagir Incluir Reciclar, abrégé en RIR) est un parti politique portugais syncrétique.

## Histoire
Fondé par Vitorino Silva (populairement connu sous le surnom de Tino de Rans), le projet amenant à la création du parti est présenté le 5 février 2019. L'inscription du RIR au registre des partis politiques portugais est entérinée par le Tribunal constitutionnel près de quatre mois plus tard, le 30 mai 2019.
Dès 2019, le parti concourt à des élections régionales à Madère ainsi qu'à des élections législatives ; malgré des scores honorables pour un parti nouvellement créé, il ne remporte aucun siège lors de ces scrutins.
Le parti présente son président-fondateur Vitorino Silva comme candidat à l'élection présidentielle de 2021. La concrétisation de sa candidature ayant préalablement été jugée improbable par les grands groupes télévisuels du pays, Silva se retrouve mis à l'écart des débats bipartites organisés par les canaux privés et doit se contenter de ceux organisés en urgence par la chaîne publique RTP3, dont les audiences sont moindres. Malgré cela, il obtient 2,95% des suffrages exprimés lors du tour unique de scrutin, en légère baisse par rapport à sa participation indépendante de 2016.

## Positionnement politique
Le RIR est communément considéré comme un parti inclassable sur l'usuel axe gauche-droite de l'échiquier politique, en le sens qu'il adopte des positions syncrétiques. Parmi ses principaux points d'intérêt, le parti dénonce l'éloignement du pouvoir politique par rapport aux citoyens et promeut un renouvellement du monde politique en mettant en avant sa fonction de service public. La question du pouvoir d'achat est également un des domaines de mobilisation du RIR.

## Résultats électoraux

### Élections présidentielles
| Année | Candidat       | 1er tour | 1er tour | 1er tour | 2d tour        | 2d tour        | 2d tour        |
| Année | Candidat       | Voix     | %        | Rang     | Voix           | %              | Rang           |
| ----- | -------------- | -------- | -------- | -------- | -------------- | -------------- | -------------- |
| 2021  | Vitorino Silva | 123 031  | 2,95     | 7e       | Pas de 2d tour | Pas de 2d tour | Pas de 2d tour |

### Élections législatives
| Année | Tête de liste    | Voix   | %    | Rang | Sièges  | Statut              |
| ----- | ---------------- | ------ | ---- | ---- | ------- | ------------------- |
| 2019  | Vitorino Silva   | 35 359 | 0,67 | 12e  | 0 / 230 | Extra-parlementaire |
| 2022  | Vitorino Silva   | 23 233 | 0,43 | 12e  | 0 / 230 | Extra-parlementaire |
| 2024  | Márcia Henriques | 26 092 | 0,42 | 11e  | 0 / 230 | Extra-parlementaire |
| 2025  | Márcia Henriques | 14 021 | 0,23 | 12e  | 0 / 230 | Extra-parlementaire |

### Élections européennes
| Année | Tête de liste    | Voix  | %    | Rang | Sièges | Statut              |
| ----- | ---------------- | ----- | ---- | ---- | ------ | ------------------- |
| 2024  | Márcia Henriques | 6 407 | 0,17 | 12e  | 0 / 21 | Extra-parlementaire |

### Élections régionales

#### Région autonome des Açores
| Année | Tête de liste          | Voix                   | %                      | Rang                   | Sièges                 | Statut              |
| ----- | ---------------------- | ---------------------- | ---------------------- | ---------------------- | ---------------------- | ------------------- |
| 2020  | Pas de liste présentée | Pas de liste présentée | Pas de liste présentée | Pas de liste présentée | Pas de liste présentée | Extra-parlementaire |
| 2024  | Pas de liste présentée | Pas de liste présentée | Pas de liste présentée | Pas de liste présentée | Pas de liste présentée | Extra-parlementaire |

#### Région autonome de Madère
| Année | Tête de liste                   | Voix                            | %                               | Rang                            | Sièges | Statut              |
| ----- | ------------------------------- | ------------------------------- | ------------------------------- | ------------------------------- | ------ | ------------------- |
| 2019  | Roberto Vieira                  | 1 739                           | 1,21                            | 9e                              | 0 / 47 | Extra-parlementaire |
| 2023  | Roberto Vieira                  | 727                             | 0,54                            | 11e                             | 0 / 47 | Extra-parlementaire |
| 2024  | Liana Reis                      | 527                             | 0,39                            | 14e                             | 0 / 47 | Extra-parlementaire |
| 2025  | Coalition avec le PTP et le MPT | Coalition avec le PTP et le MPT | Coalition avec le PTP et le MPT | Coalition avec le PTP et le MPT | 0 / 47 | Extra-parlementaire |

### Élections municipales
| Année | Municipalités | Municipalités | Municipalités | Municipalités | Municipalités | Freguesias | Freguesias | Freguesias  |
| Année | %             | Rang          | Maires        | Échevins      | Conseillers   | %          | Rang       | Conseillers |
| ----- | ------------- | ------------- | ------------- | ------------- | ------------- | ---------- | ---------- | ----------- |
| 2021  | 0,01          | 59e           | 0 / 308       | 0 / 2064      | 0 / 6448      | 0,02       | 51e        | 1 / 26797   |